# Display & Video 360
Display & Video 360 — це рекламний інструмент від Google для створення, налаштування й оптимізації медійних рекламних кампаній (банерів та відеооголошень). Є частиною Google Marketing Platform.

## Рекламні формати
В Google Ads є три стандартні медійні формати: відео, банерка та discovery.
DV360 надає більш широкий вибір форматів, креативів та пряму інтеграцію з інструментами створення креативів, зокрема:
- Plus Rich media creatives
- Format Gallery (13 formats)
- Integration with Creative Studio
- Integration with Google Web Designer

Банерна реклама в галереї DV360 представлена такими форматами:
- App install banner
- App install interstitial
- Native app install
- Native display
- Parallax
- Swirl

Такі формати вирізняються на фоні звичайних банерів і допомагають рекламодавцям боротись із “банерною сліпотою”, що суттєво піднімає ефективність реклами.

## Функціонал
За своїм призначенням сервіс подібний до Google Ads, але має більш розширений функціонал та можливості оптимізації.

### Прямі угоди про рекламу
Сервіс дозволяє запускати рекламу на конкретних сайтах-партнерах, які недоступні для роботи користувачам стандартного Google Ads.

### Розширені таргетинги
Користувачам DV360 доступна можливість використовувати сигнали таргетингу:
- час доби,
- день тижня,
- знаходження девайсу, що на ньому показується реклама
- браузер користувача тощо.

### Додаткові можливості оптимізації
В Display & Video 360 доступні варіанти оптимізації кампанії за:
- трафіком на цільову сторінку (CPC)
- онлайн-продажами (CPA);
- встановленням додатків (CPI);
- повними переглядами (або прослуховуваннями) реклами (CIVA);
- переглядом реклами протягом 10 секунд (TOS10);
- в’юабільними показами (AVCPM).

Також в DV360 можна обмежити частоту показу реклами, тобто показувати кожному користувачу рекламу обмежену кількість разів й не витрачати бюджет на користувачів, які, попри збіг з портретом ЦА, не стали клієнтами.

## Доступ до сервісу
Рекламодавці можуть отримати доступ до DV360 тільки через партнерів Google, в тому числі newage. Але перш як надавати доступ рекламодавцю, Google просить партнерів перевіряти, аби в команді тих, хто працюватиме з інструментом, був відповідний сертифікат. Якщо таких спеціалістів у команді клієнта немає, агентство-партнер має підключатися і допомагати.